# École normale supérieure Paris-Saclay
École normale supérieure Paris-Saclay (còn được gọi là École normale supérieure de Cachan, ENS Cachan hoặc ENS Paris-Saclay) là trường có uy tín nhất trong số các trường lớn của Pháp cung cấp giáo dục đại học. Trường nằm ở Gif-sur-Yvette. Các môn học của trường là khoa học ứng dụng và xã hội học, kinh tế và quản trị.
Trường là thành viên của Đại học Paris-Saclay.

## Giáo sư nổi tiếng
- Yves Meyer, một nhà toán học Pháp